# Piaskówka (gryzoń)
Piaskówka (Psammomys) – rodzaj ssaków z podrodziny myszoskoczków (Gerbillinae) w obrębie rodziny myszowatych (Muridae). 

## Rozmieszczenie geograficzne
Rodzaj obejmuje gatunki występujące w północnej Afryce i na Półwyspie Arabskim.

## Nazwa zwyczajowa
W polskiej literaturze zoologicznej nazwa „piaskówka” była używana dla oznaczenia gatunku Psammomys obesus. W wydanej w 2015 roku przez Muzeum i Instytut Zoologii Polskiej Akademii Nauk publikacji „Polskie nazewnictwo ssaków świata” gatunkowi temu przypisano oznaczenie piaskówka tłusta, rezerwując nazwę „piaskówka” dla rodzaju Psammomys. Rodzaj obejmuje dwa gatunki: piaskówka tłusta i piaskówka chuda.

## Morfologia
Długość ciała (bez ogona) 115–185 mm, długość ogona 80–140 mm, długość ucha 10–17 mm, długość tylnej stopy 30–36 mm; masa ciała 82–237 g.

## Systematyka
Rodzaj zdefiniował w 1828 roku niemiecki zoolog Philipp Jakob Cretzschmar w rozdziale poświęconym ssakom opublikowanym w książce autorstwa Eduarda Rüppella o tytule Atlas podróży po Afryce Północnej. Zoologia. Gatunkiem typowym jest (oznaczenie monotypowe) piaskówka tłusta (P. obesus). 

### Etymologia
- Psammomys: gr. ψαμμος psammos ‘piasek’; μυς mus, μυος muos ‘mysz’[9].
- Parameriones: gr. παρα para ‘blisko, obok’[10]; rodzaj Meriones Illiger, 1811 (suwak). Gatunek typowy (oryginalne oznaczenie): †Meriones obeidiensis Haas, 1966.

### Podział systematyczny
Do rodzaju należą następujące występujące współcześnie gatunki:
| Grafika | Gatunek              | Autor i rok opisu | Nazwa zwyczajowa | Podgatunki         | Rozmieszczenie geograficzne | Podstawowe wymiary                          | Status IUCN |
| ------- | -------------------- | ----------------- | ---------------- | ------------------ | --- | ------------------------------------------- | ----------- |
|         | Psammomys obesus     | Cretzschmar, 1828 | piaskówka tłusta | 3 podgatunki       | Afryka Północna (od Maroka, Sahary Zachodniej i Mauretanii na wschód do Egiptu, północno-wschodni Sudan) i Azja Zachodnia (Syria na południe do środkowej Arabii) | DC: 11,6–18,5 cm DO: 8,8–14 cm MC: 82–237 g | LC          |
|         | Psammomys vexillaris | O. Thomas, 1925   | piaskówka chuda  | gatunek monotypowy | suche regiony w północno-wschodniej Algierii, Tunezji i północno-zachodniej Libii                                                                                 | DC: 11,5–13 cm DO: 8–12 cm MC: brak danych  | DD          |

Kategorie IUCN:  LC  – gatunek najmniejszej troski,  DD  – gatunki o nieokreślonym stopniu zagrożenia.
Opisano również gatunek wymarły z plejstocenu dzisiejszego Izraela:
- Psammomys obeidiensis (Haas, 1966)